# Sistema de pouso Brodie
O sistema de pouso Brodie era um método de pouso e decolagem, de aviões leves desenvolvido por James H Brodie, um capitão da "United States Army Air Forces" durante a Segunda Guerra Mundial. 

## Visão geral
O método de pouso envolvia capturar um gancho preso ao avião com uma tipoia que por sua vez estava presa a um cabo. Este sistema provou ser útil no pouso de aeronaves em terrenos normalmente inadequados, como selva ou montanhas, e também proporcionava boa camuflagem.
Após testes em terra, o sistema foi testado pela primeira vez em setembro de 1943 para uso a bordo com uma instalação no navio a USS City of Dalhart. O sargento R. A. Gregory fez dez boas decolagens e conexões com um avião leve Stinson L-5.

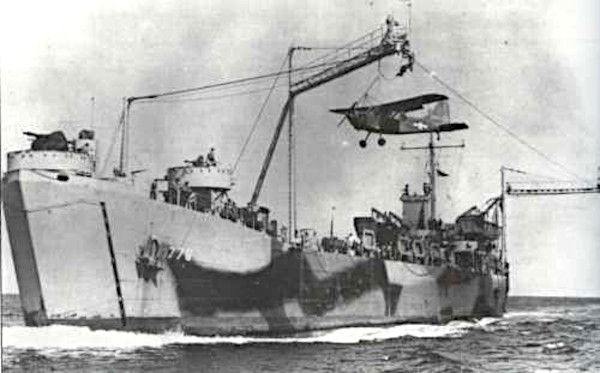
Teste do sistema Brodie em 1943.

Aparelhos de pouso não convencionais semelhantes foram previamente implantados em número limitado para recuperação de aeronaves aerotransportadas nos dirigíveis da Marinha dos EUA de 1930 para recuperar pequenos caças. O sistema Brodie diferia por ser baseado em uma captura de fio com um alvo maior (mais longo) para ser atingido pelo piloto. Embora pudesse ser montado em objetos móveis, também era adequado para instalações fixas na selva, quando devidamente adaptado.

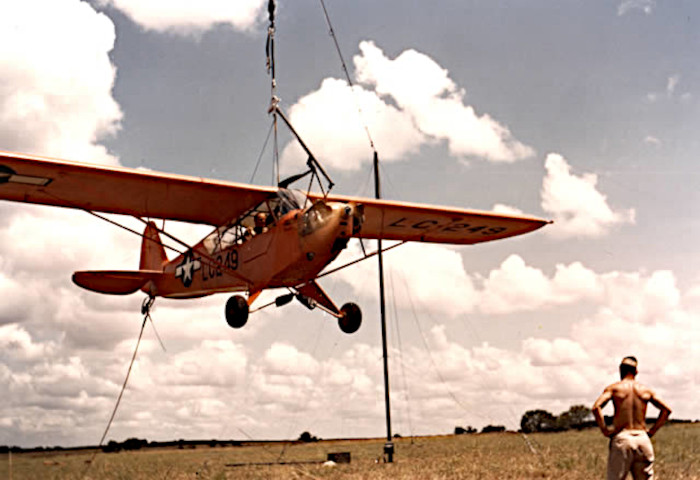
Um Piper L-4 com motor acionado prestes a decolar
usando o sistema Brodie em terra.

Brodie recebeu as patentes norte-americana no. 2.435.197, no. 2.488.050, no. 2.488.051, no. 3.163.380 para variações do sistema de aterrissagem.
O sistema também foi usado para pousar (e decolar) aeronaves leves em navios, permitindo que os navios existentes fossem convertidos em porta-aviões leves com poucas alterações estruturais. Brodie e o piloto de teste Oficil de Voo Raymond Gregory foram condecorados com a Legion of Merit por seu trabalho no sistema em 1945. Brodie imaginou escalar o sistema para capturar aviões de até 7000 libras.